# První vláda Jeana-Marca Ayraulta

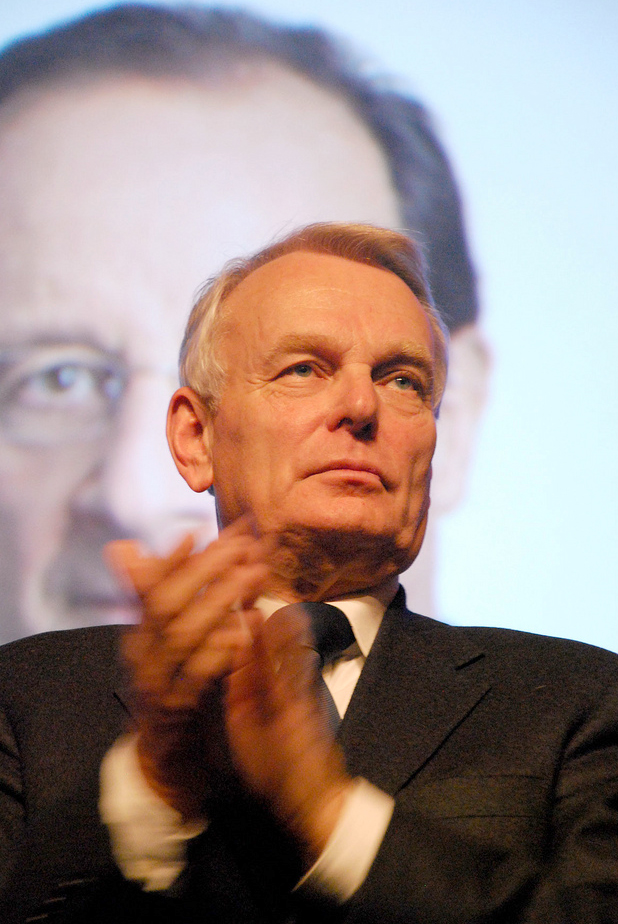
Předseda vlády Jean-Marc Ayrault

První vláda Jeana-Marca Ayraulta byla v období od 16. května do 21. června 2012 vládou Francouzské republiky. Vládu tvořili převážně členové Socialistické strany (PS), dále nominanti Radikální strany levice (PRG), strany Evropa Ekologie – Zelení (EELV) a jedna bezpartijní ministryně.
Jednalo se v pořadí o první vládu premiéra Jeana-Marca Ayraulta ze Socialistické strany, která zvítězila ve volbách, které se konaly v květnu stejného roku. Ayrault sestavil vládu již po volbách 16. května, svou funkci však dle tradice země 18. června složil, jako následek jmenování nového prezidenta Françoise Hollanda, který ho recipročně pověřil sestavením nové vlády. Současná druhá vláda Jeana-Marca Ayraulta se ujala úřadu 21. června.
Rozdíly ve složení této a současné vlády nejsou významné, došlo ke změnám pouze na třech postech.

## Složení vlády
| Portfej                                                                  | Ministr                      | Strana | Strana | Nástup do úřadu | Odchod z úřadu  |
| ------------------------------------------------------------------------ | ---------------------------- | ------ | ------ | --------------- | --------------- |
| Předseda vlády                                                           | Jean-Marc Ayrault            |        | PS     | 16. května 2012 | 21. červen 2012 |
| Ministr zahraničních věcí                                                | Laurent Fabius               |        | PS     | 16. května 2012 | 21. červen 2012 |
| Ministr školství                                                         | Vincent Peillon              |        | PS     | 16. května 2012 | 21. červen 2012 |
| Ministryně spravedlnosti                                                 | Christiane Taubirová         |        | PRG    | 16. května 2012 | 21. červen 2012 |
| Ministr hospodářství, financí a zahraničního obchodu                     | Pierre Moscovici             |        | PS     | 16. května 2012 | 21. červen 2012 |
| Ministryně sociálních věcí a zdravotnictví                               | Marisol Tourainová           |        | PS     | 16. května 2012 | 21. červen 2012 |
| Ministryně místního rozvoje a bytové politiky                            | Cécile Duflot                |        | EELV   | 16. května 2012 | 21. červen 2012 |
| Ministr vnitra                                                           | Manuel Valls                 |        | PS     | 16. května 2012 | 21. červen 2012 |
| Ministryně životního prostředí, udržitelného rozvoje a energetiky        | Nicole Bricqová              |        | PS     | 16. května 2012 | 21. červen 2012 |
| Ministr pro oživení průmyslu                                             | Arnaud Montebourg            |        | PS     | 16. května 2012 | 21. červen 2012 |
| Ministr práce, zaměstnanosti, pracovního vzdělávání a sociálního dialogu | Michel Sapin                 |        | PS     | 16. května 2012 | 21. červen 2012 |
| Ministr obrany                                                           | Jean-Yves Le Drian           |        | PS     | 16. května 2012 | 21. červen 2012 |
| Ministryně kultury a komunikace                                          | Aurélie Filippettiová        |        | PS     | 16. května 2012 | 21. červen 2012 |
| Ministryně vysokých škola a výzkumu                                      | Geneviève Fiorasová          |        | PS     | 16. května 2012 | 21. červen 2012 |
| Ministryně pro rovné příležitosti žen Tisková mluvčí vlády               | Najat Vallaudová-Belkacemová |        | PS     | 16. května 2012 | 21. červen 2012 |
| Ministr zemědělství a výživy                                             | Stéphane Le Foll             |        | PS     | 16. května 2012 | 21. červen 2012 |
| Ministryně reforem, decentralizace a veřejných služeb                    | Marylise Lebranchuová        |        | PS     | 16. května 2012 | 21. červen 2012 |
| Ministr pro zámořské společenství                                        | Victorin Lurel               |        | PS     | 16. května 2012 | 21. červen 2012 |
| Ministryně sportu, mládeže, lidové osvěty a spolků                       | Valérie Fourneyronová        |        | PS     | 16. května 2012 | 21. červen 2012 |

| Úřad pověřeného ministra                                                 | Pověřený ministr          | Strana | Strana    | Nástup do úřadu | Odchod z úřadu  | Pověřující ministerstvo                                             |
| ------------------------------------------------------------------------ | ------------------------- | ------ | --------- | --------------- | --------------- | ------------------------------------------------------------------- |
| Ministr pro parlamentní vztahy                                           | Alain Vidalies            |        | PS        | 16. května 2012 | 21. červen 2012 | Předseda vlády                                                      |
| Ministr pro evropské záležitosti                                         | Bernard Cazeneuve         |        | PS        | 16. května 2012 | 21. červen 2012 | Ministerstvo zahraničních věcí                                      |
| Ministr pro rozvojovou politiku                                          | Pascal Canfin             |        | EELV      | 16. května 2012 | 21. červen 2012 | Ministerstvo zahraničních věcí                                      |
| Ministryně pro frankofonii                                               | Yamina Benguiguiová       |        | bezp./DVG | 16. května 2012 | 21. červen 2012 | Ministerstvo zahraničních věcí                                      |
| Ministryně pro školské úspěchy                                           | George Pauová-Langevinová |        | PS        | 16. května 2012 | 21. červen 2012 | Ministerstvo školství                                               |
| Podřízená ministryně                                                     | Delphine Bathová          |        | PS        | 16. května 2012 | 21. červen 2012 | Ministerstvo spravedlnosti                                          |
| Ministr pro domácnosti                                                   | Jérôme Cahuzac            |        | PS        | 16. května 2012 | 21. červen 2012 | Ministerstvo hospodářství a financí                                 |
| Ministr pro sociální ekonomiku a solidaritu                              | Benoît Hamon              |        | PS        | 16. května 2012 | 21. červen 2012 | Ministerstvo hospodářství a financí                                 |
| Ministryně pro seniory a péči                                            | Michèle Delaunayová       |        | PS        | 16. května 2012 | 21. červen 2012 | Ministerstvo sociálních věcí a zdravotnictví                        |
| Ministryně pro rodinu                                                    | Dominique Bertinottiová   |        | PS        | 16. května 2012 | 21. červen 2012 | Ministerstvo sociálních věcí a zdravotnictví                        |
| Ministryně pro tělesně postižené a boji proti segregaci                  | Marie-Arlette Carlottiová |        | PS        | 16. května 2012 | 21. červen 2012 | Ministerstvo sociálních věcí a zdravotnictví                        |
| Ministr pro urbanismus                                                   | François Lamy             |        | PS        | 16. května 2012 | 21. červen 2012 | Ministerstvo místního rozvoje a bytové politiky                     |
| Ministryně pro malé a střední podnikatele, inovace a digitální ekonomiku | Fleur Pellerinová         |        | PS        | 16. května 2012 | 21. červen 2012 | Ministerstvo pro oživení průmyslu                                   |
| Ministryně živností, obchodu a turistiky                                 | Sylvia Pinelová           |        | PRG       | 16. května 2012 | 21. červen 2012 | Ministerstvo pro oživení průmyslu                                   |
| Ministr pro dopravu a přímořské hospodářství                             | Frédéric Cuvillier        |        | PS        | 16. května 2012 | 21. červen 2012 | Ministerstvo životního prostředí, udržitelného rozvoje a energetiky |
| Ministr pro veterány                                                     | Kader Arif                |        | PS        | 16. května 2012 | 21. červen 2012 | Ministerstvo obrany                                                 |